# Guardian of the Spirit
Guardian of the Spirit (jap. 精霊の守り人, Seirei no Moribito, auch übersetzt als Guardian of the Sacred Spirit) ist der erste Band der Fantasy-Romanreihe Moribito (dt. Hüter) der japanischen Autorin Nahoko Uehashi. Studio Production I.G produzierte 2007 eine darauf basierende Anime-Fernsehserie. Der Roman wurde außerdem als Hörspielserie und als Manga adaptiert.

## Handlung
Schauplatz der Handlung ist das fiktive, asiatisch geprägte Yogo-Imperium. Die Speerträgerin Balsa wird durch die Mutter des jungen Prinzen Chagum zu dessen Leibwächterin bestimmt. Der Kaiser trachtet seinem Sohn nach dem Leben, da dieser Träger des Eies eines Wasserdämons sein soll, der Dürre über das Land bringen werde. Offiziell wird ein ehrenvolles Begräbnis für den Jungen inszeniert, insgeheim lässt ihn der Kaiser durch Attentäter verfolgen. Hilfe für Balsa und Chagum kommt von Seiten des Kräutersammlers Tanda und dessen Lehrmeisterin, der Schamanin Torogai. Der Leibwächterin gelingt es, das Kind zu schützen und den Verfolgern ihren und Chagums Tod vorzutäuschen.
Beide lassen sich daraufhin in einer Wassermühle nieder. Der 2. Prinz lernt hier das Leben der einfachen Menschen kennen. Torogai versucht während dieser Zeit das Geheimnis des Wasserdämons, dessen Ei Chagum trägt, zu lüften. Sie kontaktiert Nayug, eine unsichtbare Parallelwelt, die hinter der physischen Welt verborgen liegt. Torogai findet heraus, dass die Gründungslegende des Yogo-Imperiums erlogen ist. Dieser Legende zufolge hätte der zerstörerische Wasserdämon schon einmal vernichtet werden müssen, um die Dürre zu verhindern.
Parallel dazu untersucht Chagums ehemaliger Tutor und kaiserlicher Sternendeuter Shuga das Zeichen, das dem Reich Dürre angekündigt hatte und nun – obwohl der Prinz angeblich tot ist – nicht verschwinden will. Er übersetzt die alten Steintafeln aus der Gründungszeit, um mehr über den Ursprung des Reiches und den Kampf mit dem Wasserdämon zu erfahren. Dabei lernt er, dass die Geburt dieses Wesens, anders als bisher geglaubt, die Dürre nicht verursachen, sondern verhindern werde. Als er schließlich dahinterkommt, dass der Prinz noch lebt, lässt er ihn suchen.
Als die Wassermühle in Brand gesetzt wird, müssen Balsa und Chagum erneut fliehen. Sie ziehen sich in das Dorf der Thommi, des Volks Torogais, zurück. Dort erfahren sie deren Fassung der Legende um den Wasserdämon bzw. -geist. Der Hüter des Eis stirbt ihr zufolge durch ein Wesen namens La Lunga zu dem Zeitpunkt, da der Geist geboren wird. Prinz Chagum, den dieses Schicksal träfe, ist entsetzt. Er versucht in die Armee des Kaiserreichs zurückzukehren, weil er glaubt, man könne ihn dort schützen. Er gerät mit Balsa in Streit, die ihn daran hindern will und sich schließlich durchsetzt.
Balsa, Chagum, Torogai und Tanda überwintern in der Höhle des Jägers versteckt in den Bergen. Der Prinz hört hier erstmals die Lebensgeschichte seiner Bewacherin, während ihr Vater getötet wird, kann die junge Balsa von Jigura Musa beschützt werden und sie erlernt von ihm das Speerkämpfen. Wie Chagum auch verdankt sie ihr Leben einem Leibwächter, der sie gegen die Attentäter eines Herrschers schützte. Weil Balsa selbst den Prinzen um jeden Preis retten will, lässt sie ihn vorerst nicht zu seinem kaiserlichen Tutor Shuga zurückkehren.
Mit dem beginnenden Frühjahr beginnt das Ei Chagums Verfassung zu beeinflussen. Er begibt sich allein zu dem Ort, an dem es schlüpfen soll. Die verbliebene Gruppe um Balsa und eine kaiserliche Eliteeinheit um Shuga treffen aufeinander, beschließen zu kooperieren und folgen dem Jungen. La Lungas, Wesen der jenseitigen Welt Nayugo, erscheinen, um den Träger des Eies zu zerstören. Nayugo und die physische Welt fließen zusammen, während Balsa und ihre Gefährten gegen eine Horde der La Lungas kämpfen. Bei Sonnenaufgang ist das Ei gerettet. Tanda gelingt es, dieses aus dem Körper Chagums herauszulösen, und der Wassergeist kann geboren werden.
Zuletzt führt Balsa den Prinzen zurück ins Kaiserhaus. Balsa bietet ihm an mit ihr zu fliehen, doch Chagum lehnt es wegen seiner kaiserlichen Familie ab. Die Geschichte endet mit Balsas Rückkehr in ihr Heimatland namens Kambal.

## Veröffentlichungen
Der 1996 veröffentlichte Roman Serei no moribito ist der erste Teil von Uehashis mittlerweile 10 Bände umfassenden Fantasy-Romanreihe Moribito. Arthur A. Levine Books, ein Label des US-Verlags Scholastic, publizierte im Juni 2008 den ersten Band und im Mai 2009 den zweiten Band auf Englisch. Der erste Band wurde auch 2009 von Adriano Salani Editore auf Italienisch und 2011 von Éditions Milan auf Französisch herausgebracht.

## Adaptionen

### Hörspielserie
Der japanische Radiosender NHK-FM sendete eine Hörspielserie zum Roman. The Guardian of the Spirit mit zehn viertelstündigen Folgen wurde vom 7. bis 13. August 2006 ausgestrahlt.

### Manga
Das japanische Comicmagazin Gekkan Shōnen Gangan des Verlags Square Enix veröffentlichte von März 2007 (Ausgabe 4/2007) bis Juli 2008 (Ausgabe 8/2008) einen Manga zum Roman aus der Feder des Zeichners Kamui Fujiwara. Die Einzelkapitel wurden auch in drei Sammelbänden sowie als Gesamtband veröffentlicht.

### Anime
2007 produzierte das Studio Production I.G eine 26-teilige Anime-Fernsehserie auf Grundlage des Romans. Regie führte Kenji Kamiyama, das Charakterdesign entwarf Gatō Asō und künstlerischer Leiter war Yūsuke Takeda. Die Serie wurde vom 4. April 2007 bis zum 29. September 2007 durch NHK auf dem Sender BS2 erstmals ausgestrahlt.
Die deutsch synchronisierte Fassung der Serie erschien vom 17. März bis 1. Dezember 2008 bei Universum Anime auf sechs DVDs. Am 11. Juni 2010 erfolgte eine Neuauflage als Boxset. Zwischen dem 19. August 2012 und dem 23. September 2012, strahlte der Fernsehsender Super RTL die Serie immer sonntags ab 20:15 Uhr als sechs zwei bis zweieinhalbstündige Filme aus. Am darauffolgenden Samstag, wurden die Sendungen immer gegen 21:50 Uhr wiederholt. Seit dem 11. Dezember 2020 erfolgt eine Wiederholung auf dem Sender ProSieben Maxx. Auf Englisch wurde der Anime 2008 und 2009 von Cartoon Network im Programmblock Adult Swim in den USA ausgestrahlt. Auf Kaufmedien erschien diese Fassung 2014 bei Viz Media.

#### Synchronisation
| Rolle         | Japanischer Sprecher (Seiyū) | Deutscher Sprecher |
| ------------- | ---------------------------- | ------------------ |
| Balsa         | Mabuki Andō                  | Diana Borgwardt    |
| Chagum        | Naoto Adachi                 | Leo Vornberger     |
| Tanda         | Kōji Tsujitani               | Michael Baral      |
| Torogai       | Ako Mayama                   | Marianne Lutz      |
| Mikado/Kaiser | Atsushi Ono                  | Reinhard Kuhnert   |
| Shuga         | Hirofumi Nojima              | Tobias Nath        |
| Tōya          | Mayumi Asano                 | Tino Hillebrand    |
| Jiguro        | Rintarō Nishi                | Michael Iwannek    |
| Saya          | Ryō Hirohashi                | Libell Barthel     |
| Sagum         | Ryōya Kobayashi              | Ozan Ünal          |

#### Musik
Die Musik der Serie wurde komponiert von Kenji Kawai. Der Vorspanntitel Shine stammt von der J-Rock-Formation L’Arc-en-Ciel. Das Abspannlied ist Itoshii Hito e (愛しい人へ) der Sängerin Sachi Tainaka.

#### Auszeichnungen
Die Anime-Serie wurde beim 11. Japan Media Arts Festival 2007 mit einer Empfehlung der Jury versehen.